# Manninger Jenő (orvos)
Manninger Jenő (Rácbóly, 1918. október 30. – Budapest, 2008. október 3.) orvos, baleseti sebész, egyetemi tanár, Manninger Gusztáv Adolf (1910–1982) entomológus testvére, Manninger Jenő politikus nagybátyja.

## Életpályája
Manninger Gusztáv Adolf (1880–1954) uradalmi főintéző, egyetemi tanár és Cserháti Ilona fia. A pécsi ciszterci gimnáziumban érettségizett, egyetemi tanulmányait is 1942-ben Pécsett fejezte be. A helyi kórbonctani klinikán kezdte orvosi működését, majd 1944-ben frontszolgálatra került. 1945-ben hadifogságba esett, szovjet tábori kórházakban dolgozott.
Hazatérése után, 1948-ban a budapesti Koltói Anna Kórházban, majd az abból 1956-ban megalakított Országos Traumatológiai (Baleseti) Intézetben folytatta pályafutását, amelynek haláláig, 60 éven át munkatársa, 1978–89 között főigazgatója volt.
Számos külföldi ösztöndíj révén ismerkedett meg a nemzetközi kéz- és csípősebészet korszerű módszereivel, amelyeket a hazai gyakorlatba is bevezetett és kutató munkásságával továbbfejlesztett. Ennek nyomán európai hírű kézsebészeti iskola jött létre, megszerveződött a magyar baleseti és kézsebészeti hálózat. 1968-ban ő végezte az első korszerű csípőprotézis-beültetést az országban.
1965-ben kandidátusi, 1980-ban MTA-doktori fokozatot szerzett, az Orvostovábbképző Egyetem Traumatológiai Tanszékének vezetőjeként szervezte a baleseti sebészek képzését, továbbképzését. Számos hazai és külföldi szakmai társaság vezetője, tagja, majd tiszteletbeli tagja volt.
Nyugdíjba vonulása után főleg a combnyaktörés gyógyításának kérdéskörével foglalkozott. Az általa kidolgozott műtéti módszert Európa-szerte alkalmazzák; 227 magyar, illetve idegen nyelvű könyv, könyvfejezet, közlemény szerzője, társszerzője volt. A munkásságát összefoglaló monográfiát 2005-ben német, majd 2007-ben angol nyelven is megjelentették.

## Kitüntetései
Munkásságáért Batthyány-Strattmann László-díjban és Semmelweis-díjban is részesült. 2003-ban a Magyar Köztársasági Érdemrend középkeresztje kitüntetést vehette át. Nemzetközi elismerései közül kiemelkedik az Amerikai Kézsebészeti Társaság által adományozott „a kézsebészet úttörője” cím.

## Emlékezete

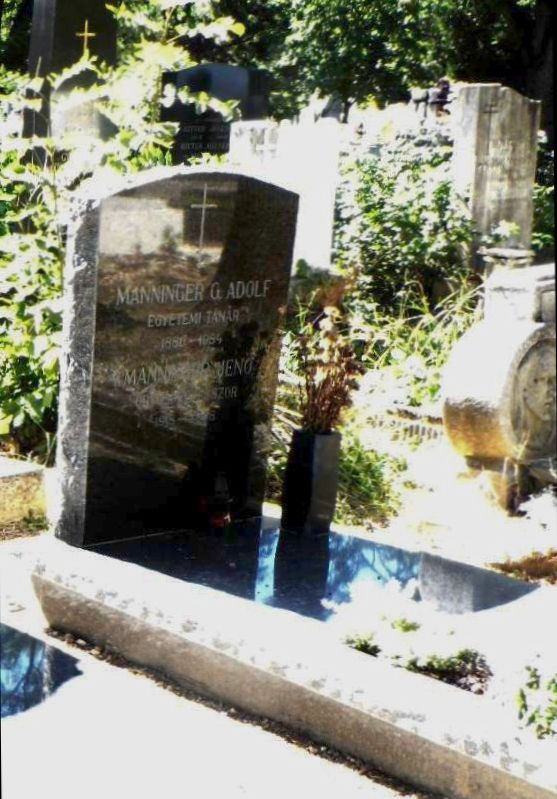
Sírja a Farkasréti temetőben, 2013. (28/1-1-15)

Manninger Jenő nevét felvésték az Országos Baleseti és Sürgősségi Intézet (OBSI) főépületének előcsarnokában (Fiumei út 17.) látható emléktáblára, az intézmény neves orvos-halottainak sorába.